# Електронний контроль стійкості

Графічний символ для означення системи електронного контролю стійкості

Електронний контроль стійкості (ЕКС; англ. electronic stability control, ESC, electronic stability program (ESP) або dynamic stability control (DSC)) — активна система безпеки автомобіля, що дозволяє запобігти заносу за допомогою управління комп'ютером моментами сили колеса (одночасно одного чи декількох). Є допоміжною системою автомобіля.
Експерти називають систему ЕКС найважливішим винаходом у сфері автомобільної безпеки після ременів безпеки. Вона забезпечує водієві кращий контроль за поведінкою автомобіля, стежачи за тим, щоб він переміщався у тому ж напрямку, куди повертають рульове колесо. За даними американського Страхового інституту дорожньої безпеки (IIHS) і Національної Адміністрації Безпеки Дорожнього Транспорту NHTSA (англ. National Highway Traffic Safety Administration) (США), можна було б запобігти приблизно одній третині дорожньо-транспортних пригод із смертельними наслідками за рахунок системи ЕКС, якщо б нею були оснащені всі автомобілі.
З технічної точки зору систему ЕКС можна розглядати як розширений варіант антиблокувальної системи гальм (АБС). Багато вузлів об'єднані з системою АБС, але, на додачу до її складових частин, ЕКС вимагає наявності таких компонентів, як датчик положення керма і акселерометр бокових прискорень, які стежать за процесом реального повороту автомобіля. При невідповідності показань акселерометра до показань датчика повороту керма, система застосовує гальмування одного (або кількох) коліс транспортного засобу для того, щоб запобігти початку заносу.
Найбільшим виробником систем електронного контролю стійкості автомобіля є група компаній Robert Bosch GmbH під торговою маркою ESP.
Електронна програма стабілізації або, як її зазвичай називають, система стабілізації руху. Спрацьовує ESP в небезпечних ситуаціях, коли можлива або вже відбулася втрата керованості автомобілем. Шляхом пригальмовування окремих коліс система стабілізує рух. Вона вступає в роботу, коли, наприклад, через велику швидкість при проходженні правого повороту передні колеса зносить із заданої траєкторії в напрямку дії сил інерції, тобто по радіусу більшому, ніж радіус повороту. ESP в цьому випадку пригальмовує заднє колесо, що йде по внутрішньому радіусу повороту, надаючи автомобілю велику обертальність і направляючи його в поворот. Одночасно з пригальмовуванням коліс ESP знижує оберти двигуна. Якщо при проходженні повороту відбувається занос задньої частини автомобіля, ESP активізує гальмо лівого переднього колеса, що йде по зовнішньому радіусу повороту. Таким чином, з'являється момент протидії розвертанню, що виключає бічний занос. Коли ковзають всі чотири колеса, ESP самостійно вирішує, гальмівні механізми яких коліс повинні вступити в дію. Час реакції ESP — 20 мілісекунд. Працює система на будь-яких швидкостях і в будь-яких режимах руху.
Дана система поки є найефективнішою системою безпеки з огляду втрати керованості та/або стійкості. Вона здатна компенсувати помилки водія, нейтралізуючи і виключаючи занесення, коли контроль над автомобілем вже втрачений.
Безумовно, ESP високоефективна система, але її можливості не безмежні. Причиною цього є закони фізики, змінити які електроніка не в силах. Тому якщо радіус повороту дуже малий або швидкість в повороті перевершує розумні межі, навіть найдосконаліша програма стабілізації руху тут не допоможе.

## Історія Mercedes-Benz А-класу
Система ESP була створена в 1995 році, але «вголос заявити про себе» їй вдалося тільки через два роки, коли дебютував перший компактний Mercedes-Benz A-класу. При його проектуванні були допущені серйозні помилки, які привели до того, що нова модель мала схильність до перекидання навіть на не дуже високій швидкості під час виконання маневрів типу «перестроювання» («лосиний» тест, «об'їзд перешкоди»).
В Європі, давно схибленій (у хорошому сенсі) на безпеці, вибухнув справжній скандал. Продажі автомобілів Mercedes-Benz А-класу були припинені, а вже продані машини — відкликані для усунення недоліків. Перед інженерами компанії Daimler-Benz стало непросте завдання: як, не перепроектуючи заново автомобіль і зберігши його споживчі якості, вирішити проблему підвищення стійкості. Це завдання було вирішене в значній мірі за рахунок установки з лютого 1998 року на автомобілі Mercedes-Benz А-класу відповідним чином налагодженої системи ESP.
Головний контролер ESP — це пара мікропроцесорів, кожний з яких має по 56 Кбайт пам'яті. Система дозволяє, наприклад, зчитувати й обробляти значення, що видаються датчиками швидкості обертання коліс з 20-ти мілісекундним інтервалом. Крім А-класу, система ESP є стандартним обладнанням для Mercedes-Benz S-класу, Mercedes-Benz E-класу та інших. На автомобілях фірми Daimler-Chrysler застосовуються системи ESP від лідера в цій галузі — фірми Bosch. Системи ESP виробництва Bosch використовують також фірми Alfa Romeo, BMW, Volkswagen, Audi, Porsche та інші.

## Назви
- ASC (Active Stability Control) і ASTC (Active Skid and Traction Control MULTIMODE), використовується в автомобілях: Mitsubishi
- AdvanceTrac, використовується в автомобілях: Lincoln, Mercury.
- CST (Controllo Stabilità, використовується в автомобілях: Ferrari.
- DSC (Dynamic Stability Control), використовується в автомобілях: BMW, Ford (тільки в Австралії), Jaguar, Land Rover, Mazda, Mini.
- DSTC (Dynamic Stability and Traction Control, використовується в автомобілях: Volvo.
- ESC (Electronic Stability Control), використовується в автомобілях: Chevrolet, Hyundai, Kia.
- ESP (Elektronisches Stabilitäts programm), використовується в автомобілях: Audi, Bentley, Bugatti, Chery, Chrysler, Citroën, Dodge, Daimler, Fiat, Holden, Hyundai, Jeep, Kia, Lamborghini, Mercedes-Benz, Opel, Peugeot, Proton, Renault, Saab, Scania, SEAT, Škoda, Smart, Suzuki, Vauxhall, Volkswagen.
- IVD (Interactive Vehicle Dynamics, використовується в автомобілях: Ford.
- MSP (Maserati Stability Program, використовується в автомобілях: Maserati.
- PCS (Precision Control System, використовується в автомобілях: Oldsmobile (виробництво яких припинено в 2004 році).
- PSM (Porsche Stability Management, використовується в автомобілях: Porsche.
- RSC (AdvanceTrac with Roll Stability Control, використовується в автомобілях: Ford.
- StabiliTrak, використовується в автомобілях: Buick, Cadillac, Chevrolet (на Corvette називається Active Handling), GMC Truck, Hummer , Pontiac, Saab, Saturn.
- VDC (Vehicle Dynamic Control), використовується в автомобілях: Alfa Romeo, Fiat, Infiniti, Nissan , Subaru.
- VDIM (Vehicle Dynamics Integrated Management) з VSC (англ. Vehicle Stability Control), використовується в автомобілях: Toyota, Lexus.
- VSA (Vehicle Stability Assist), використовується в автомобілях: Acura, Honda, Hyundai.

## Виробники
Системи електронного контролю стійкості виробляються:
- Robert Bosch GmbH (під торговою маркою ESP)
- Aisin Advics[4]
- Bendix Corporation
- Continental Automotive Systems
- Delphi Corporation
- Hitachi
- ITT Automotive, з 1998 року входить до складу Continental AG
- Mando Corporation
- Nissin Kogyo
- Teves, now part of Continental AG
- TRW
- WABCO